# 정선기
정선기(1940년 9월 25일 ~ 2022년 8월 3일)은 경상북도 김천 출신으로 대한민국의 언론인, 시인이다. 제3대 부산크리스천문인협회 회장을 역임했다.

## 학력
- 1992 ~ 1993 부산대학교 행정대학원
- 1959 ~ 1966 한신대학교 신학 학사
- 1956 ~ 1959 김천고등학교

## 경력
- 1989.09 부산일보 편집위원
- 1995.03 ~ 1997.03 부산일보 논설주간
- 1997.03 ~ 1997.10 부산일보 통일문제연구소 소장
- 1997.10 부산일보 논설위원실 논설고문

## 등단
- 심상신인상 시부문

## 수상
- 2007 제2회 기독교문화대상 문화예술부문

## 저서
- 첫시집『세상읽기』도서출판(전망)
- 제2시집『흔들의자 위의 시간』(부산일보사)

## 같이 보기
- 양왕용 시인
- 하승무 시인
- 임종성 시인